# Nelson Bornier
Nelson Roberto Bornier de Oliveira (Nova Iguaçu, 14 de enero de 1950 - Río de Janeiro, 11 de abril de 2021) fue un abogado y político brasileño. Se desempeñó como diputado federal por el Estado de Río de Janeiro durante cinco mandatos y fue el único alcalde elegido tres veces en Nova Iguaçu. En 2016 fue candidato a la reelección a la alcaldía por la coalición A Mudança Vai Continue, que agrupaba a dieciocho partidos.

## Primeros años
Nacido el 14 de enero de 1950 en Nova Iguaçu, Estado de Río de Janeiro, siendo hijo del seresteiro Nelson Nunes y Dalva Bornier. 
creció en el barrio K11 de Nova Iguaçu, con sus hermanas Rosa Maria, Maria Luiza y sus padres. A los 12 años comenzó a trabajar como oficinista en la Oficina Rene Granado y antes de graduarse en derecho, en 1977, abrió una oficina de contabilidad con su hermana Rosa, brindando servicios a las principales empresas de la ciudad, como Compactor. y Grande Rio.  Se recibió como licenciado en Derecho por la Facultad de Valença en Río de Janeiro.

## Carrera política

### Congresista
Nelson Bornier fue elegido, en cinco ocasiones, para el cargo de diputado federal por el estado de Río de Janeiro. en el primero, en 1990, fue elegido por el PL para el período de 1991 a 1995.
En el segundo, en 1994, fue elegido por el PSDB para el mandato de 1995 a 1999, siendo el cuarto candidato más votado en Río de Janeiro, con más de cien mil votos. En 1996, Nelson Bornier renunció como diputado federal para hacerse cargo de la ciudad de Nova Iguaçu por primera vez.
En 2002, Bornier fue elegido por el PL para su tercer mandato, de 2003 a 2007, siendo el décimo candidato más votado en Río de Janeiro, con cerca de 130 mil votos. Por cuarta vez, fue elegido por el PMDB para el mandato de 2007 a 2011, siendo el sexto candidato más votado en Río de Janeiro, con cerca de 130 mil votos.
En 2010, recibió poco más de setenta mil votos y no fue elegido para el cargo. Sin embargo, como suplente, a partir del 18 de febrero de 2011, asumió el cargo de diputado federal en el período de 2011 a 2015, luego de la destitución del diputado Pedro Paulo.
En 2012, Bornier renunció, una vez más, al cargo de diputado federal para postularse para la alcaldía de Nova Iguaçu.

### Alcalde de Nova Iguaçu
Bornier fue elegido alcalde de Nova Iguaçu en 1996 en la primera vuelta, por el PSDB, con el 56% de los votos válidos, unos 180 mil votos. Durante su primer mandato, Nelson Bornier revisó el Plan Maestro de Nova Iguaçu, a través de la ley municipal 006, de 12 de diciembre de 1997, que, entre otras determinaciones, determinó la delimitación del territorio utilizado hasta 2008. Durante este período, Nova Iguaçu se benefició de la conclusión, por parte del gobierno estatal, de la construcción de Via Light, el 15 de agosto de 1998, que modificó radicalmente el centro de la ciudad. También en este período se produjo la emancipación del municipio de Mesquita, mediante ley estatal número 3253, de 25 de septiembre de 1999.
En 2000, Bornier fue reelegido, en primera vuelta, con cerca de 204 mil votos, para el período de 2001 a 2005. En 2002, renunció a la alcaldía para postularse nuevamente como diputado federal, en representación de su diputado, Mário Marques.
En 2008, Bornier volvió a presentarse a las elecciones municipales, por el PMDB, teniendo como adversario al entonces alcalde, Lindberg Farias. El PT ganó las elecciones en primera vuelta, con Bornier en segunda, contando más de 130 mil votos. Bornier sufrió, en ese momento, su primera derrota política en la ciudad donde se ubica su base electoral.
En 2012, nuevamente por el PMDB, Bornier compitió en las elecciones con la alcaldesa principal, Sheila Gama, como principal oponente. Bornier ganó la primera ronda con unos 150.000 votos. Tras una decisión judicial, la boleta de Bornier sufrió un cambio tres días antes de las elecciones: el reemplazo de la vice Nicolasina Acarisi, por su hija, la doctora Dani Nicolasina. Nelson Bornier fue elegido, en segunda vuelta, alcalde de Nova Iguaçu para el período de 2013 a 2017, con cerca de 207 mil votos.
En 2013, Bornier otorgó un aumento del 102% en su salario, su adjunto y sus secretarias. El Tribunal de Cuentas de Río de Janeiro consideró ilegítima la medida y por eso, Bornier decidió trasladar esta cantidad a la hoja del Hospital da Posse.
En 2016, Bornier no pudo ser reelegido, siendo derrotado por su principal oponente, Rogério Lisboa.

## Vida personal
Con su esposa Lucir tuvieron dos hijos, Flávia y Felipe Bornier, este último también siguió la carrera de su padre y fue diputado federal por PROS (4). Además, tuvo dos nietos, llamados João Felipe y Maria Clara.
Era devoto de Santo Antônio y aficionado al Flamengo. 
En enero de 2016, su padre murió tras un diagnóstico de neumonía.
Bornier falleció el 11 de abril de 2021 en el Hospital Badim de Río de Janeiro, a la edad de 71 años, por COVID-19.

## Premios
En 2016, Bornier ganó la novena edición del Premio Sebrae al Mayor Emprendedor en la categoría de Municipios Integrantes del G100.